# (33120) 1998 BQ15
1998 BQ15 (asteroide 33120) é um asteroide da cintura principal. Possui uma excentricidade de 0.14253930 e uma inclinação de 12.55972º.
Este asteroide foi descoberto no dia 24 de janeiro de 1998 por NEAT em Haleakala.